# Vittorio Calef
Vittorio Calef (Senigallia, 12 novembre 1919 – Roma, 30 novembre 1964) è stato un giornalista, poeta e scrittore italiano. Fondatore del settimanale di informazione e di approfondimento politico e culturale Il Punto (1956-1965).

## Carriera
Calef si laurea in Filosofia, a Roma, nel 1940, con una tesi intitolata Aspetti della polemica esistenzialistica contro lo hegelismo (Kierkegaard, Heidegger, Jasper). Dopo la laurea, collabora - seppur informalmente, a causa delle leggi razziali - con Giovanni Gentile, suo relatore di tesi, presso l'Istituto di Filosofia dell'Università di Roma (1941-1943). Dopo il 25 luglio 1943 cerca rifugio nell'entroterra marchigiano, pur continuando a collaborare informalmente sia con Gentile sia, tramite Gentile, con la Reale Commissione Vinciana. Risalgono a questi anni non soltanto le poesie raccolte, nel 1947, nel libro L'acqua e le foglie, ma anche i racconti pubblicati, tra il 1957 e il 1958, sul Punto. Nel 1957, altre Poesie varie saranno pubblicate da Calef su Botteghe oscure.
Dopo la liberazione di Roma entra nella segreteria di Carlo Sforza, all'epoca ministro senza portafoglio nel governo Bonomi II e alto commissario per le Sanzioni contro il Fascismo. Dopo la caduta del governo Bonomi II (12 dicembre 1944), Calef passa prima alla segreteria del Commissariato nazionale per la liquidazione della ex Gioventù Italiana del Littorio e poi, dal 1 luglio 1945, a quella del Ministero della ricostruzione (Governo Parri), come capo della segreteria del sottosegretario Ernesto Rossi. Dopo l'elezione di Sforza alla presidenza della Consulta nazionale (25 settembre 1945), torna nella sua segreteria, come capo di Gabinetto. Resta con Sforza, come capo della sua segreteria, anche durante la permanenza di questi al Ministero degli Affari Esteri (2 febbraio 1947 - 26 luglio 1951). In questo periodo si occupa in particolare di coordinare i servizi stampa del ministero. Nei mesi successivi, collabora alla stesura del libro di Sforza, Cinque anni a Palazzo Chigi (Roma, 1952).
Negli anni Cinquanta fonda e dirige il settimanale di informazione e di approfondimento politico e culturale Il Punto (1956-1965), il quotidiano romano La Sera (1958) e il servizio di informazioni di politica interna ed estera e di cronaca l'Agenzia diplomatica (1959-1960). I primi due, in particolare Il Punto (1956-1965), sono concepiti sin dall'inizio come strumenti per la costruzione del centro-sinistra.

## Opere
- L'acqua e le foglie, Roma 1947, con disegni di Leonor Fini e Renato Guttuso
- Poesie e prose, 2005